# Ashanti
Ashanti eller Asante är ett akanfolk i syd-centrala delarna av Ghana samt i angränsande områden i Togo och Elfenbenskusten. Majoriteten av folkgruppen bor kring Kumasi, huvudstad i före detta Ashantiriket. De talar Twi, ett Kwaspråk som hör till Niger-Kongospråken.

## Ekonomi
Främst förknippas Ashanti med lantbruk, även om vissa lever och arbetar i städer. Primärt är de bönder som odlar groblad, bananer, kassava, jams och cocojams som kontantgrödor. De odlar också kakao för export.

## Samhälle
Asantes samhälle är matrilinjärt och de hävdar att alla är ättlingar till samma kvinna, dock styr faderns härkomst exempelvis medlemskap i olika grupper som är kopplade till vissa religiösa och moraliska förpliktelser. Detta beror på att man inom folket tror att varje individ består av två element; blod från modern och anden från fadern. Släktens ledare är en man, eftersom menstruation av tradition förbjuder kontakt med heliga föremål. Ledaren väljs dock av både män och kvinnor. Denne ansvarar för:
- Konflikter inom släktlinjen
- Relationer med andra släktlinjer
- Relationer med förfädernas andar

## Religion
Den traditionella religionen är fortsatt viktiga för Ashantifolket, även om en del konverterat till kristendom och islam. Den traditionella religionen baseras på tron på en avlägsen högsta varelse och en pantheon av gudar och mindre andar. Vidare tror man även att förfädernas andar är ständigt närvarande.